# Notoseris henryi
Notoseris henryi là một loài thực vật có hoa trong họ Cúc. Loài này được (Dunn) C.Shih mô tả khoa học đầu tiên năm 1987.